# Hoofdletters, Tweeling- en Meerlingdruk
Hoofdletters, Tweeling- en Meerlingdruk fue un libro holandés publicado en 1958. Su autor, George van den Bergh (1880-1966), realizó en el libro varias propuestas para una disposición más económica del texto en los libros. La publicación fue presentada en la revista Typographica (Old Series, número 16, 1959) por Herbert Spencer, y comentada de nuevo más de cuarenta años después en la revista Eye (no. 47, vol. 12, primavera de 2003). En la obra 'Typographica' de Rick Poynor se traduce el título holandés como "Mayúsculas, doble y múltiple impresión".

## Principios básicos
Hay tres principios en las propuestas de van den Bergh:
- El primero era que la impresión con todas las letras en mayúsculas (Hoofdletters en holandés significa letras mayúsculas) ahorraría el espacio perdido por los trazos ascendentes y descendentes de las letras minúsculas.
- El segundo principio se refería a la doble impresión de textos (sin dejar espacio en blanco entre líneas consecutivas), que se podían leer superponiendo hojas con ventanas horizontales que tapaban líneas de texto alternas.
- El tercer principio implicaba la doble impresión de textos en rojo y verde: el lector podía leer a través de unas "gafas" rojas o verdes que filtraban el texto de uno solo de los colores.

## Análisis posterior
Erik Kindel, autor del artículo Eye de 2003, resume una evaluación contemporánea del libro:

Es difícil verlo como algo más que una solución seria pero extraña a lo que fue, sin duda, un problema real en la Europa de la posguerra, y especialmente en los Países Bajos. La mayoría de los diseñadores, tipógrafos y lectores probablemente encontrarán que su contracción técnicamente determinista de la práctica tipográfica establecida desde hace tiempo es meramente ingenua, dando lugar a una curiosidad inofensiva que merece poca consideración, solo incredulidad. Pero si "Hoofdletters" es considerado un fracaso práctico, una tipografía in extremis, algo nos impide descartarlo de un simple vistazo. Con una mirada más reflexiva se convierte en un objeto que lleva al regocijo. Aunque no hay ninguna indicación de que Van den Bergh considerara Hoofdletters con nada más que una completa seriedad, 45 años después también se puede contemplar, aunque sea incidentalmente, como una sátira ingeniosa sobre las preocupaciones de la investigación de legibilidad o la promesa de tecnología tan fácilmente asociadas con el período de su invención."